# Província de Geòrgia

Les Tretze colònies l'any 1775.

La província de Geòrgia (també coneguda amb el nom de colònia de Geòrgia) fou una de les colònies del sud de l'Amèrica del Nord britànica. És l'última de les Tretze colònies establertes pel regne de la Gran Bretanya sobre el territori que esdevindria els Estats Units,
A la dècada del 1730, James Oglethorpe va proposar que l'àrea al sud de les Carolines fos colonitzada per proporcionar un amortidor contra la Florida espanyola, i va formar part d'un grup de síndics als quals se'ls va concedir la propietat temporal de la província de Geòrgia. La carta de la colònia fou concedida a James Oglethorpe el 27 de gener de 1732 pel Consell privat; fou signada pel rei George II, a qui deu el seu nom. Oglethorpe i els seus compatriotes esperaven establir una colònia utòpica que prohibís l'esclavitud, però el 1750 la colònia romania poc poblada i Geòrgia es va convertir en una colònia de la corona el 1752. Després de la Revolució Americana, va esdevenir l'Estat de Geòrgia.